# EY Возничего
EY Возничего (лат. EY Aurigae) — одиночная переменная звезда в созвездии Возничего на расстоянии (вычисленном из значения параллакса) приблизительно 6088 световых лет (около 1867 парсеков) от Солнца. Видимая звёздная величина звезды — от +13,7m до +11,6m.

## Характеристики
EY Возничего — красная пульсирующая медленная неправильная переменная звезда (LB) спектрального класса M6. Эффективная температура — около 3297 К.